# Lafauche
Lafauche est une commune française située dans le département de la Haute-Marne, en région Grand Est.

## Géographie
|                    | Aillianville |                 |
|                    | Lafauche     | Liffol-le-Petit |
| Prez-sous-Lafauche |              |                 |

### Hydrographie
La commune est traversée par la ligne de partage des eaux entre les bassins versants de la Meuse et de la Seine au sein respectivement du bassin Rhin-Meuse et du bassin Seine-Normandie. Elle est drainée par le ruisseau la Saonnelle,.
La Saônelle, d'une longueur de 22 km, prend sa source dans la commune  et se jette  dans la Meuse à Frebécourt, après avoir traversé huit communes. 

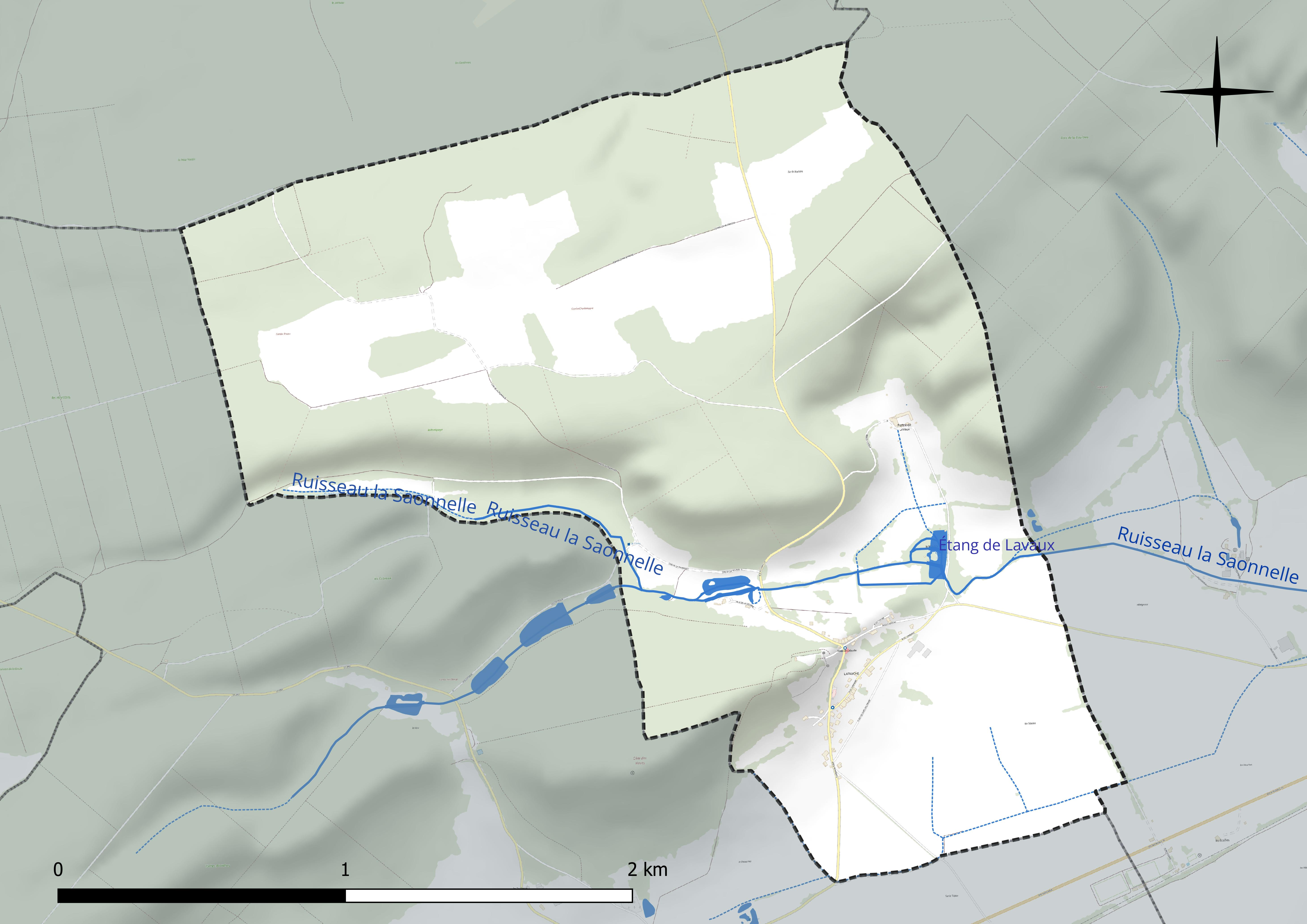
Réseau hydrographique de Lafauche.

Deux plans d'eau complètent le réseau hydrographique : l'étang de la Coudre (0,7 ha) et l'étang de Lavaux (0,9 ha),.

### Climat
Pour des articles plus généraux, voir Climat du Grand Est et Climat de la Haute-Marne.
En 2010, le climat de la commune est de type climat de montagne, selon une étude du Centre national de la recherche scientifique s'appuyant sur une série de données couvrant la période 1971-2000. En 2020, Météo-France publie une typologie des climats de la France métropolitaine dans laquelle la commune est exposée à un climat océanique altéré et est dans la région climatique  Lorraine, plateau de Langres, Morvan, caractérisée par un hiver rude (1,5 °C), des vents modérés et des brouillards fréquents en automne et hiver. 
Pour la période 1971-2000, la température annuelle moyenne est de 9,5 °C, avec une amplitude thermique annuelle de 16,6 °C. Le cumul annuel moyen de précipitations est de 1 066 mm, avec 13,4 jours de précipitations en janvier et 9,9 jours en juillet. Pour la période 1991-2020, la température moyenne annuelle observée sur la station météorologique de Météo-France la plus proche, « Busson_sapc », sur la commune de Busson à 11 km à vol d'oiseau, est de 10,1 °C et le cumul annuel moyen de précipitations est de 1 085,5 mm. 
La température maximale relevée sur cette station est de 39,1 °C, atteinte le 25 juillet 2019 ; la température minimale est de −17,7 °C, atteinte le 5 janvier 1995,,. 
Les paramètres climatiques de la commune ont été estimés pour le milieu du siècle (2041-2070) selon différents scénarios d'émission de gaz à effet de serre à partir des nouvelles projections climatiques de référence DRIAS-2020. Ils sont consultables sur un site dédié publié par Météo-France en novembre 2022.

## Urbanisme

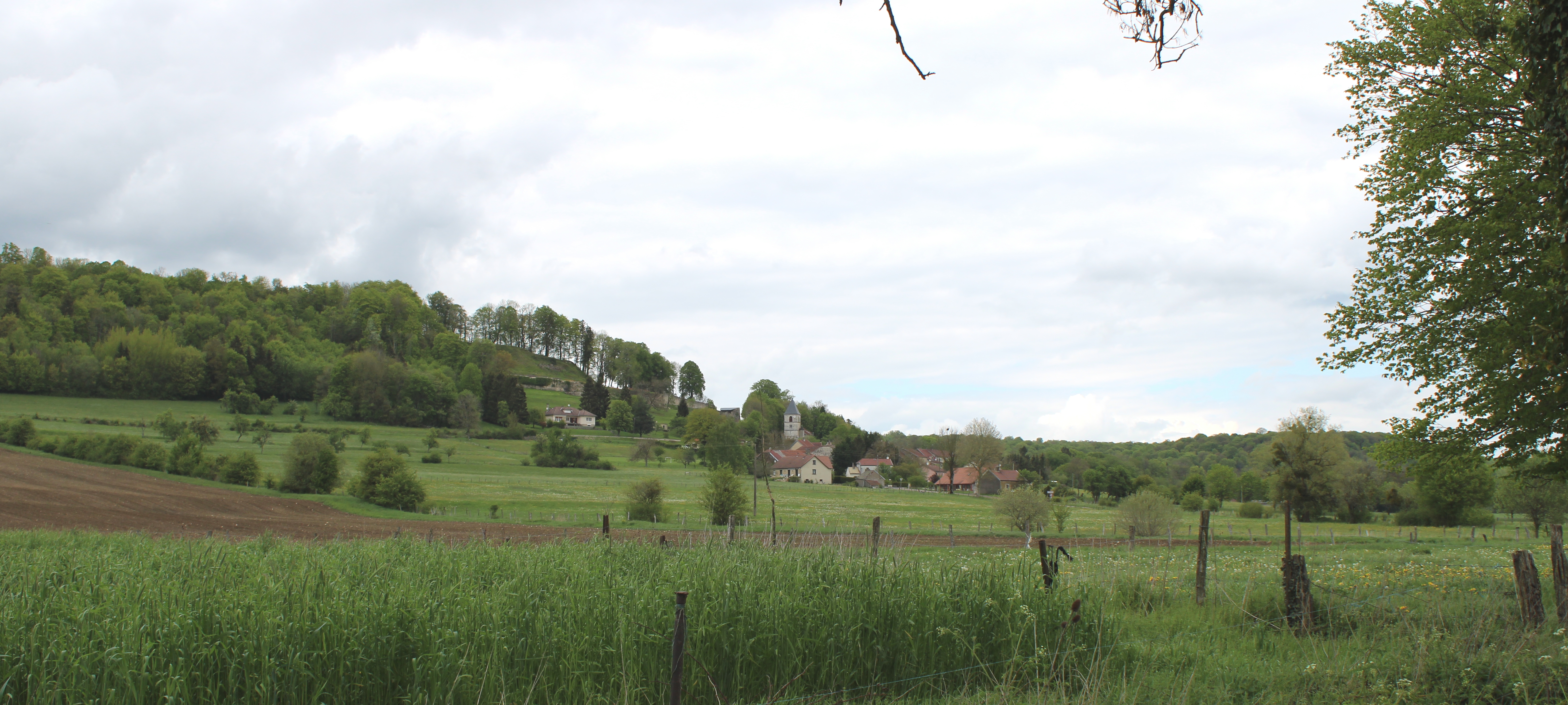
Panorama du village niché au pied de la colline sur laquelle était érigé le château.

### Typologie
Au 1er janvier 2024, Lafauche est catégorisée commune rurale à habitat dispersé, selon la nouvelle grille communale de densité à sept niveaux définie par l'Insee en 2022.
Elle est située hors unité urbaine. Par ailleurs la commune fait partie de l'aire d'attraction de Neufchâteau, dont elle est une commune de la couronne,. Cette aire, qui regroupe 72 communes, est catégorisée dans les aires de moins de 50 000 habitants,.

### Occupation des sols
L'occupation des sols de la commune, telle qu'elle ressort de la base de données européenne d’occupation biophysique des sols Corine Land Cover (CLC), est marquée par l'importance des forêts et milieux semi-naturels (53,4 % en 2018), une proportion identique à celle de 1990 (53,4 %). La répartition détaillée en 2018 est la suivante : 
forêts (53,4 %), prairies (24,1 %), terres arables (22,5 %). L'évolution de l’occupation des sols de la commune et de ses infrastructures peut être observée sur les différentes représentations cartographiques du territoire : la carte de Cassini (XVIIIe siècle), la carte d'état-major (1820-1866) et les cartes ou photos aériennes de l'IGN pour la période actuelle (1950 à aujourd'hui).

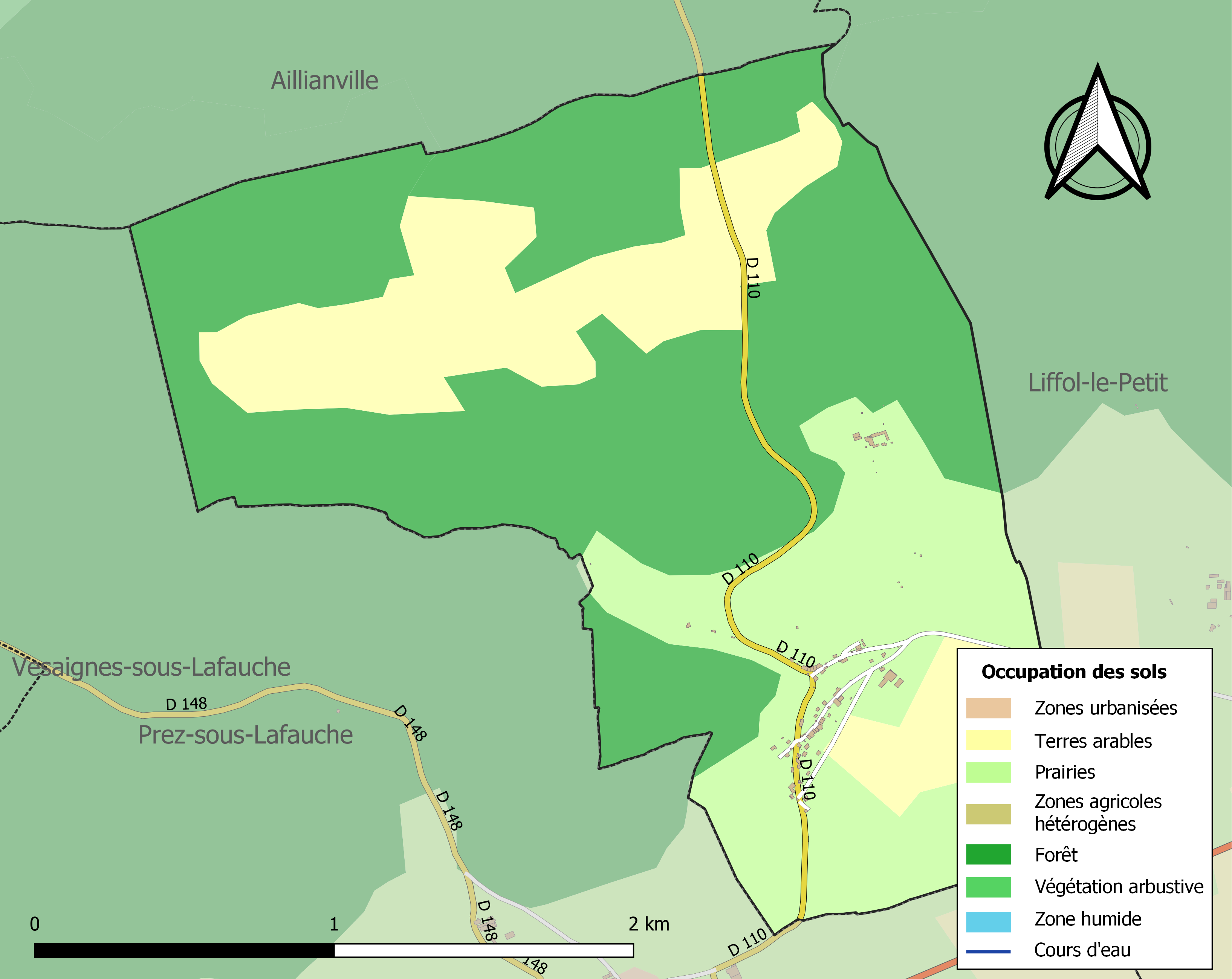
Carte des infrastructures et de l'occupation des sols de la commune en 2018 (CLC).

## Toponymie
Le nom de la localité est attesté sous les formes Fisca (vers 1172) ; La Feische (1204-1210 environ) ; La Foische (1210-1214 environ) ; Fischa (1227) ; La Fesche (1248) ; Feschia (1256-1270) ; La Faiche, La Feiche (1294) ; La Foiche (1295) ; La Fauche (1345) ; Fixta (1402) ; La Faulche (1446) ; Lafauche (1886).

* Lafoche serait une meilleure graphie.
Du bas latin fisca, du latin fiscus, au sens de « trésor de l'État », a évolué pour désigner un « domaine royal » et plus tard, un « domaine appartenant à l'église ».

## Histoire
Lafauche a été le chef-lieu d'une importante baronnie jusqu'à la Révolution ; elle faisait partie du doyenné de Reynel, diocèse de Toul et dépendait de l'élection et du bailliage de Chaumont, prévôté d'Andelot. Un important château fort y a été bâti. L'ancienne baronnie comprenait les paroisses de Prez, Vesaignes-sous-Lafauche et Liffol-le-Petit avec adjonction plus récente des seigneuries de Semilly, Chalvraines, Aillianville, Avrainville et Orquevaux. Cette baronnie était au XVIIIe siècle possédée par le maréchal de Broglie. Le château relevait de Joinville.
La Révolution lui fit perdre son importance féodale.

## Politique et administration
| Période                                  | Période  | Identité             | Étiquette | Qualité |
| ---------------------------------------- | -------- | -------------------- | --------- | ------- |
| mars 2001                                |          | Michel Oudit         |           |         |
|                                          | En cours | Jean-Philippe Nuffer |           |         |
| Les données manquantes sont à compléter. |          |                      |           |         |

## Population et société

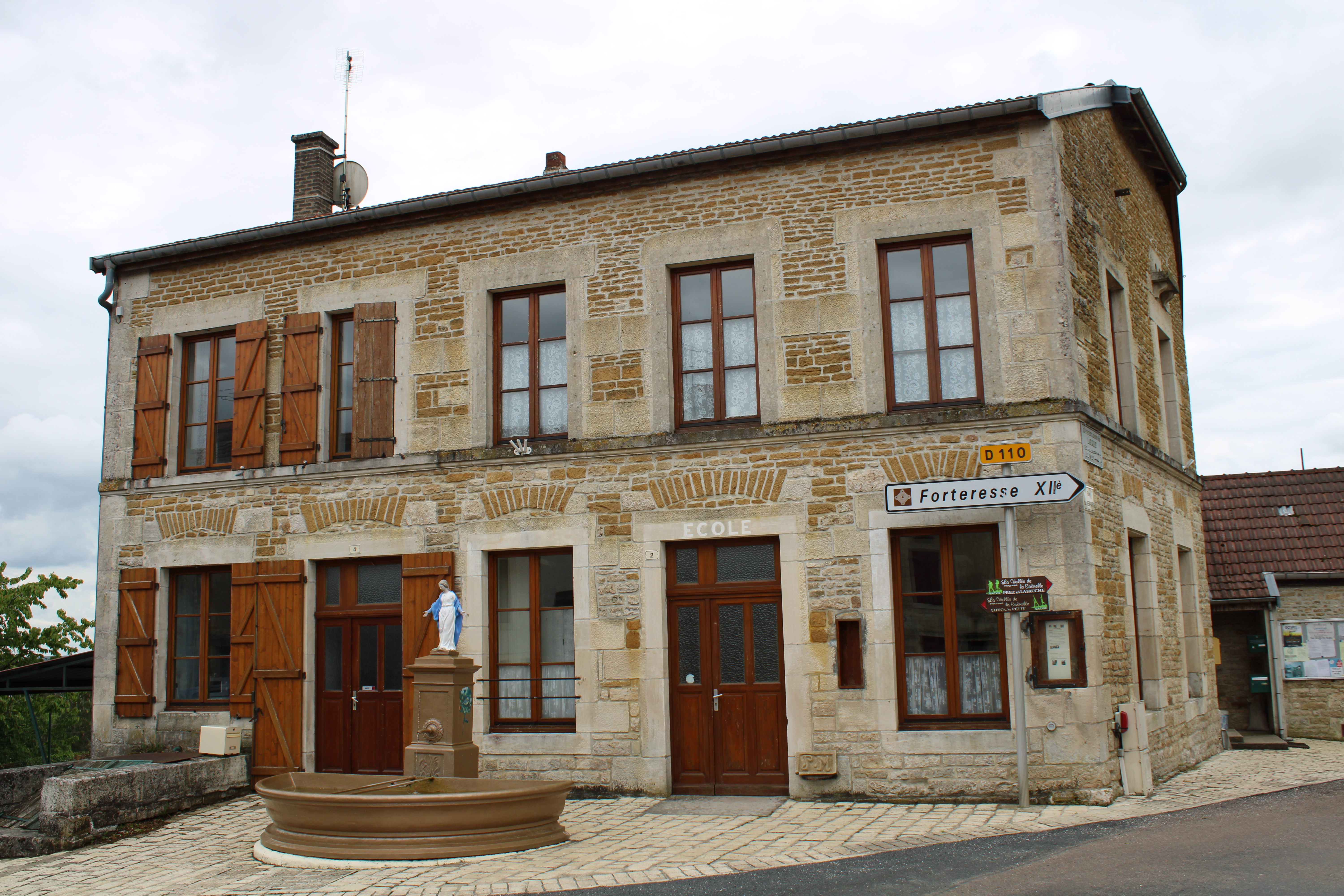
La mairie.

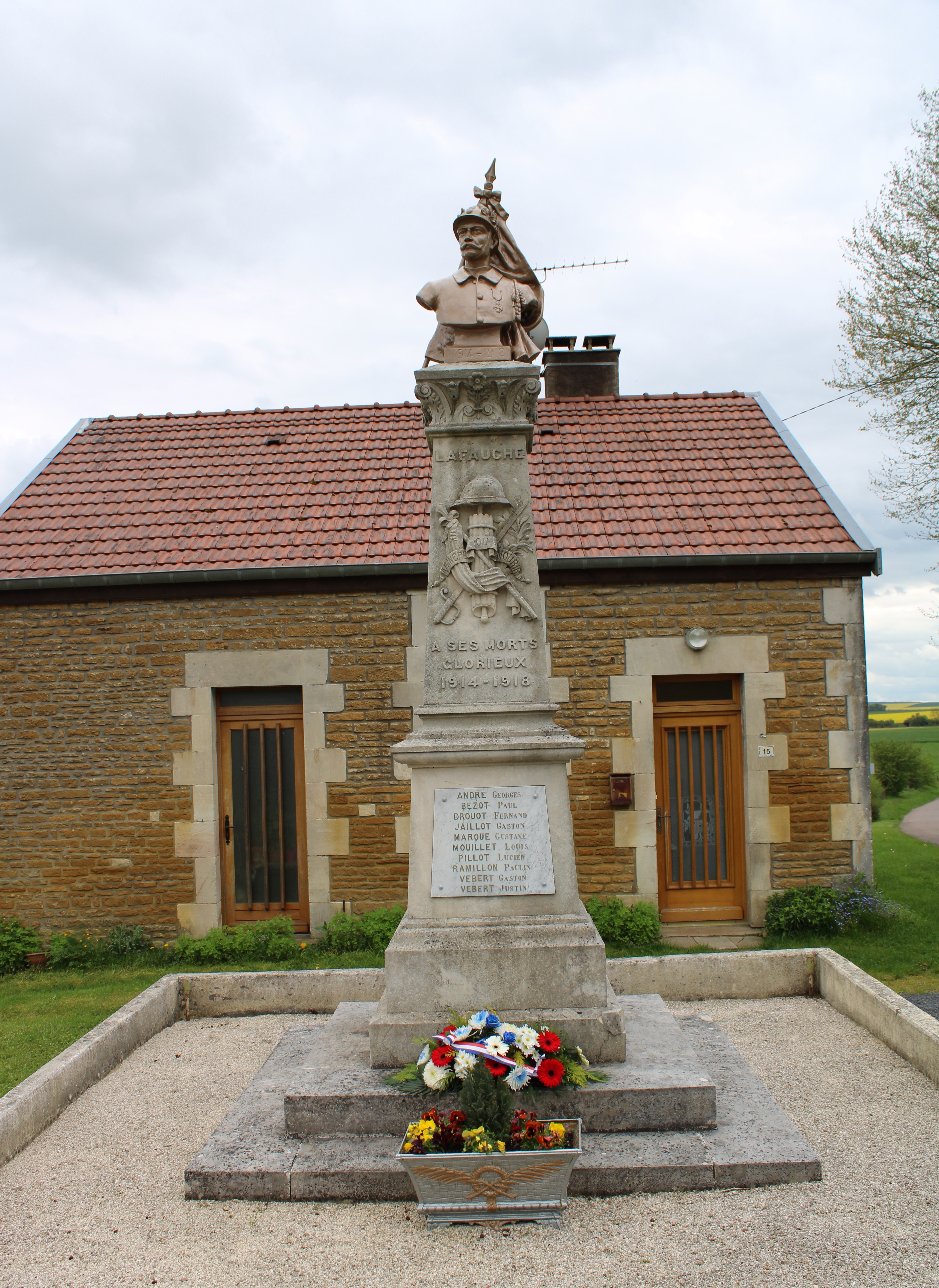
Le monument aux morts.

### Démographie

#### Évolution démographique
L'évolution du nombre d'habitants est connue à travers les recensements de la population effectués dans la commune depuis 1793. Pour les communes de moins de 10 000 habitants, une enquête de recensement portant sur toute la population est réalisée tous les cinq ans, les populations de référence des années intermédiaires étant quant à elles estimées par interpolation ou extrapolation. Pour la commune, le premier recensement exhaustif entrant dans le cadre du nouveau dispositif a été réalisé en 2006.

En 2022, la commune comptait 74 habitants, en évolution de −3,9 % par rapport à 2016 (Haute-Marne : −4,62 %, France hors Mayotte : +2,11 %).
| 1793 | 1800 | 1806 | 1821 | 1831 | 1836 | 1841 | 1846 | 1851 |
| ---- | ---- | ---- | ---- | ---- | ---- | ---- | ---- | ---- |
| 160  | 129  | 139  | 187  | 115  | 214  | 196  | 212  | 228  |

| 1856 | 1861 | 1866 | 1872 | 1876 | 1881 | 1886 | 1891 | 1896 |
| ---- | ---- | ---- | ---- | ---- | ---- | ---- | ---- | ---- |
| 193  | 220  | 212  | 186  | 177  | 170  | 145  | 127  | 140  |

| 1901 | 1906 | 1911 | 1921 | 1926 | 1931 | 1936 | 1946 | 1954 |
| ---- | ---- | ---- | ---- | ---- | ---- | ---- | ---- | ---- |
| 137  | 111  | 118  | 90   | 113  | 102  | 75   | 86   | 80   |

| 1962 | 1968 | 1975 | 1982 | 1990 | 1999 | 2006 | 2011 | 2016 |
| ---- | ---- | ---- | ---- | ---- | ---- | ---- | ---- | ---- |
| 112  | 104  | 87   | 89   | 98   | 109  | 90   | 87   | 77   |

| 2021 | 2022 | - | - | - | - | - | - | - |
| ---- | ---- | - | - | - | - | - | - | - |
| 74   | 74   | - | - | - | - | - | - | - |

## Culture locale et patrimoine

### Lieux et monuments
- Ruines du château de Lafauche, ancien château fort (IMH).

### Galerie

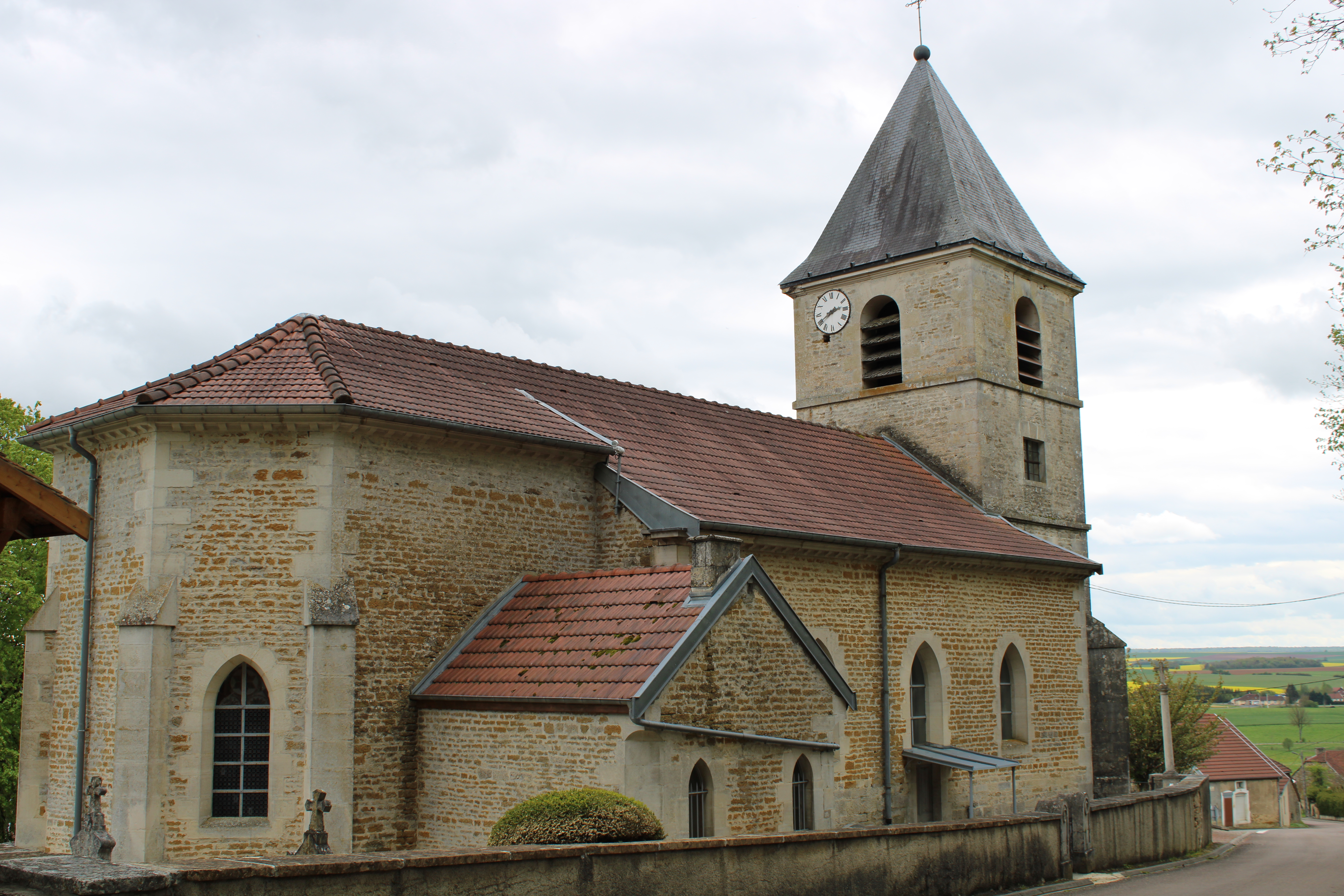
L'église.
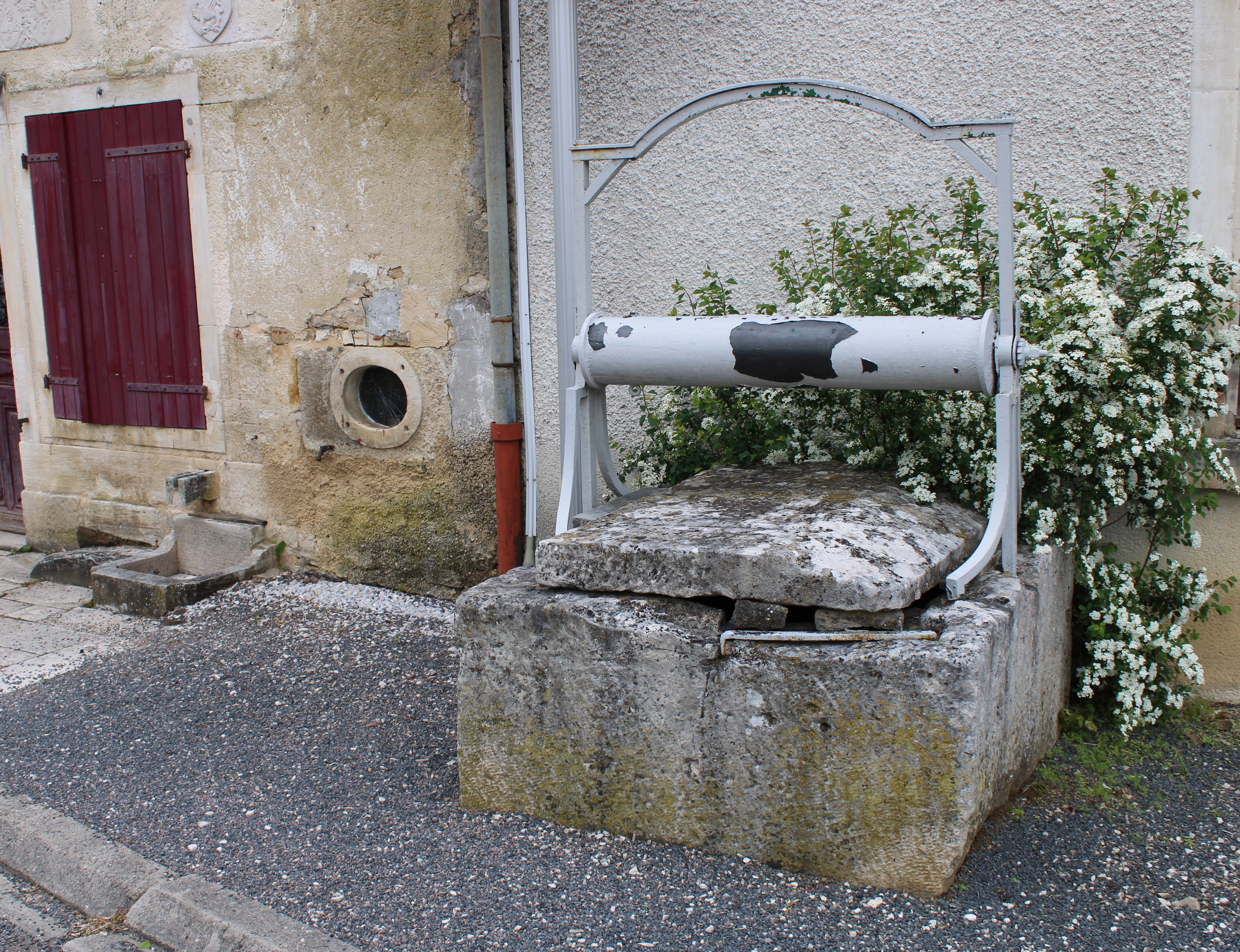
Le vieux puits public.
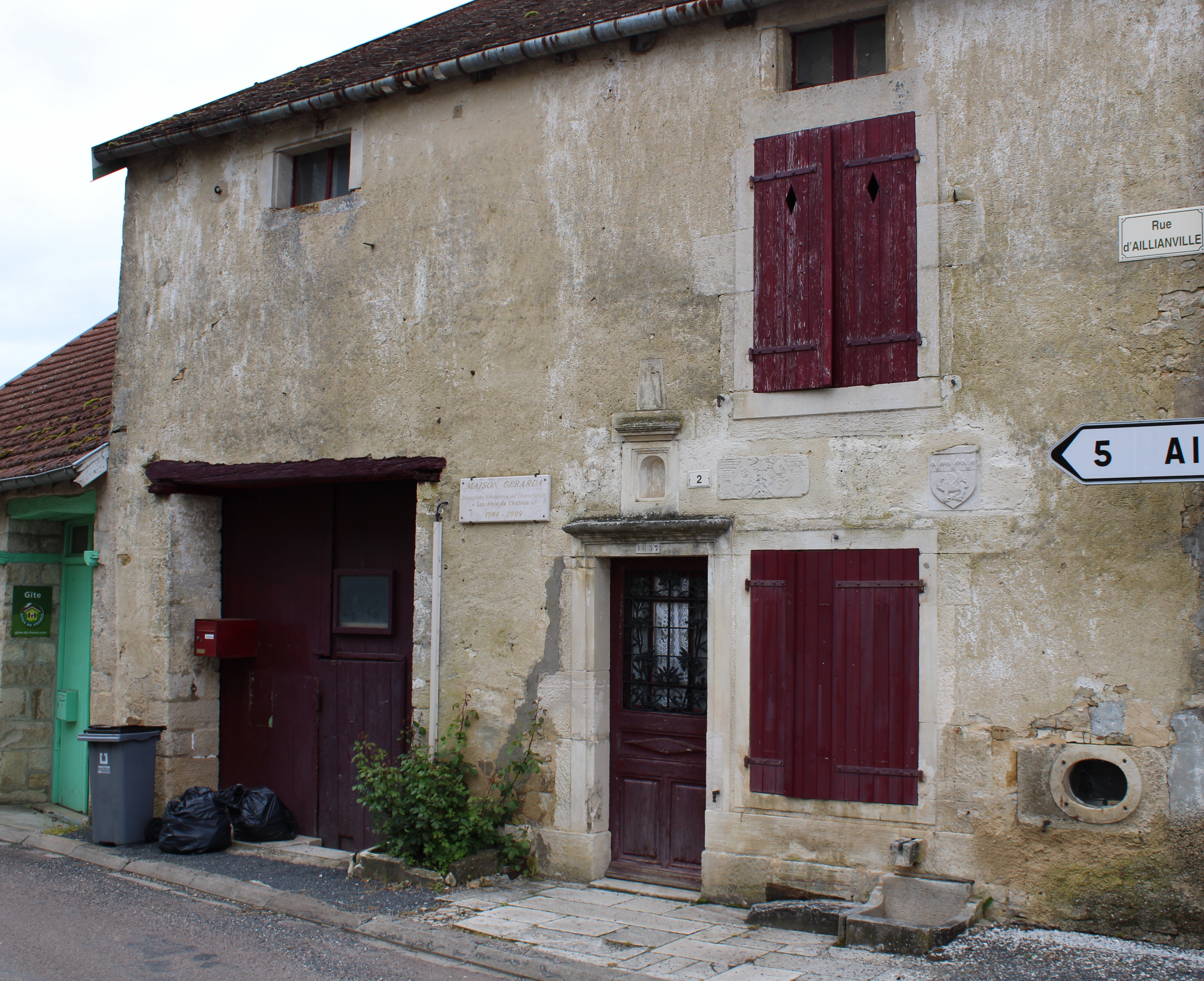
Vieille maison.
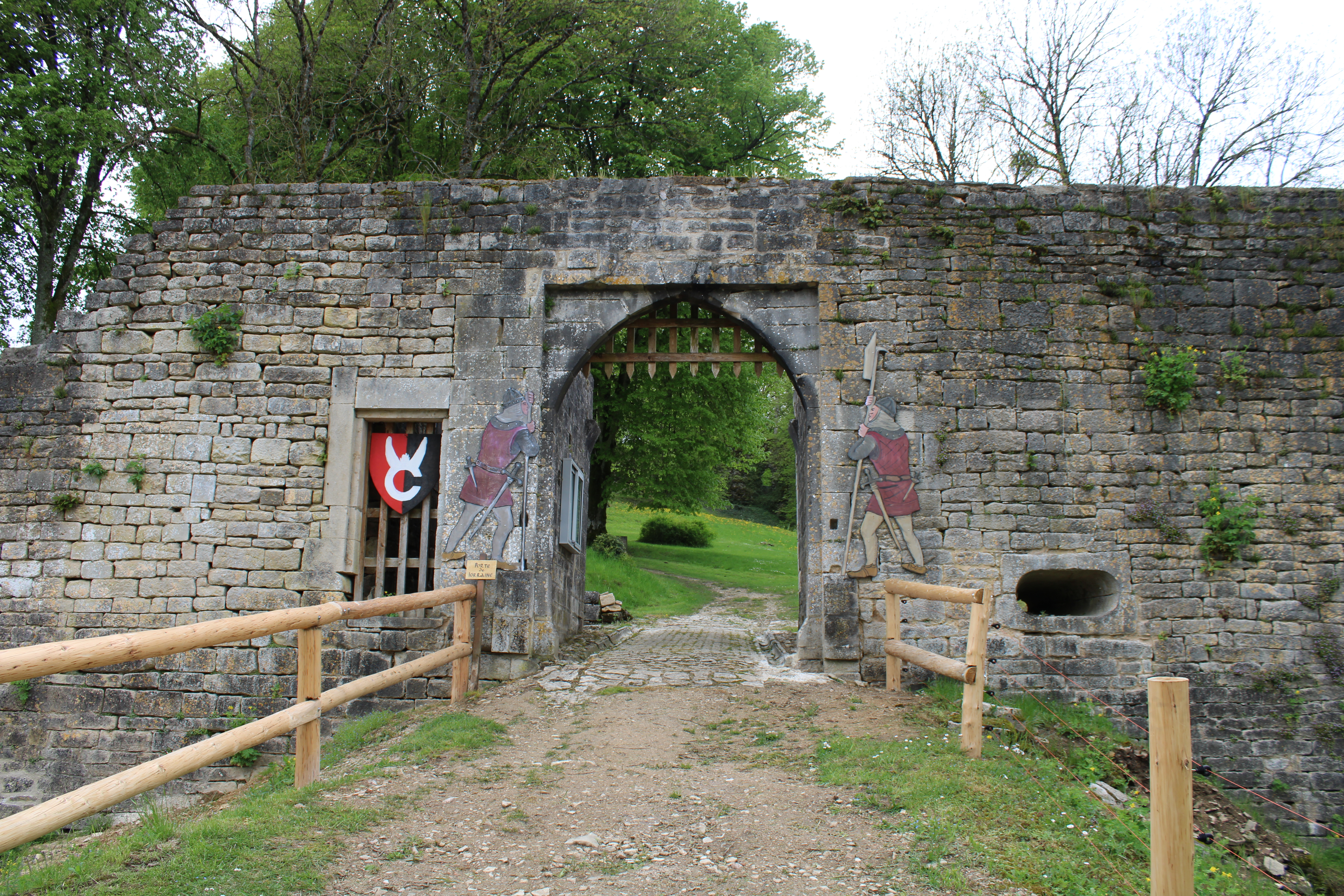
Entrée du château.
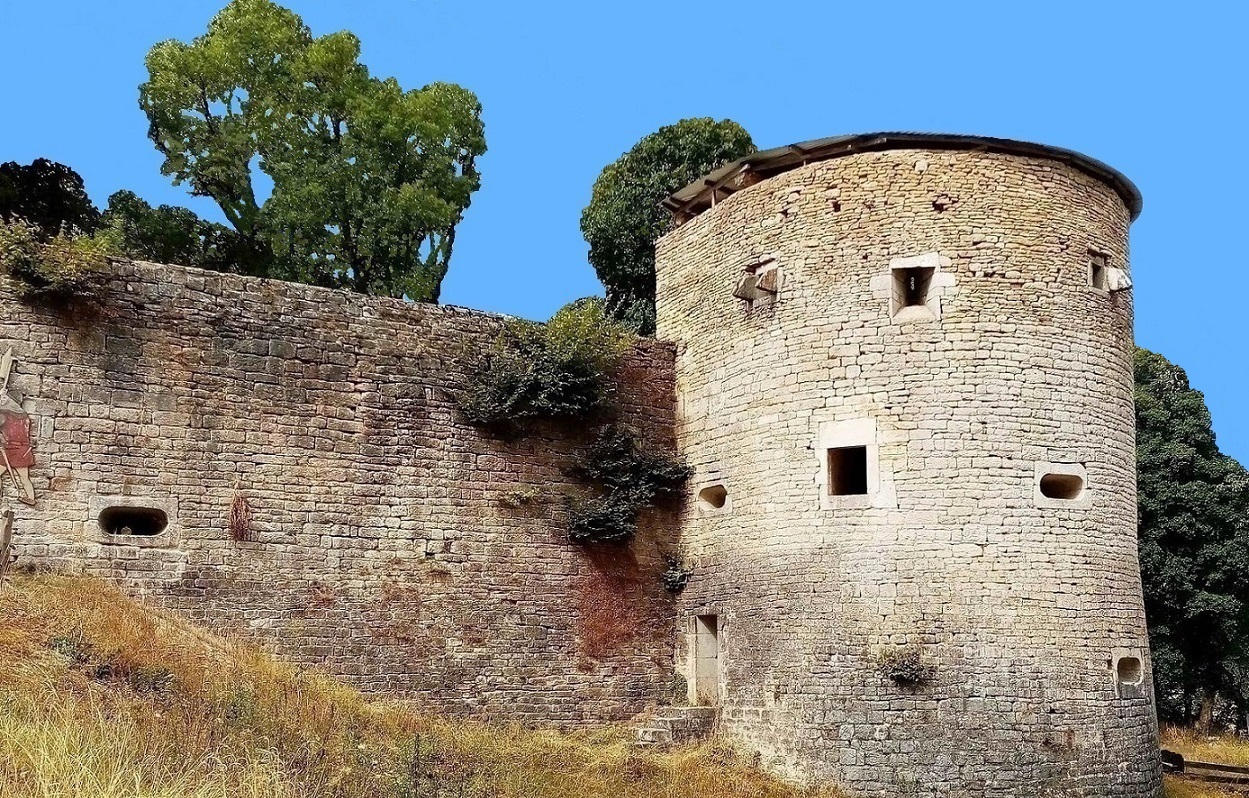
Les ruines du château

### Héraldique
| Armes de Lafauche | Les armes de Lafauche se blasonnent ainsi : d'or à la bande de gueules chargée de trois alérions d'argent, au lion de sable brochant sur le tout, au chef d'azur chargé de trois fleurs de lys du champ. |